# Troy Quane

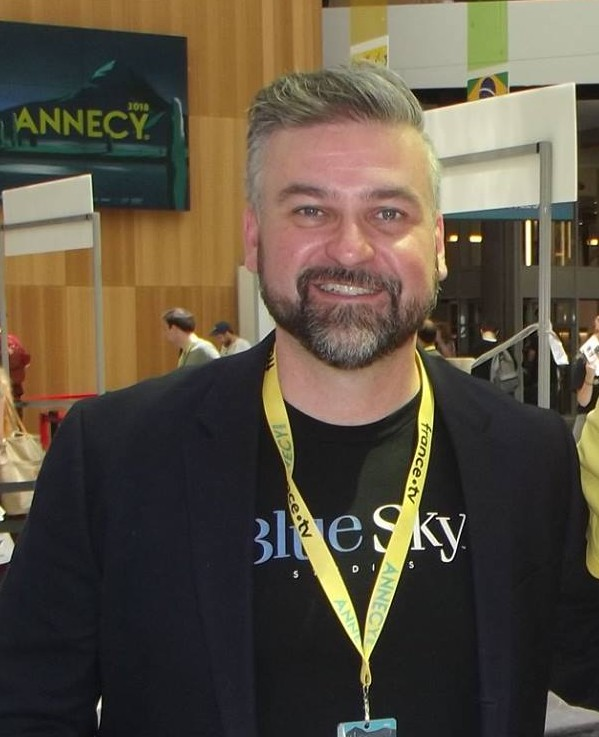
Troy Quane (2018)

Troy Quane ist ein kanadischer Animator und Filmregisseur. Er arbeitet hauptsächlich mit Nick Bruno zusammen.

## Leben
Quane begann seine filmische Karriere als 2D-Animator 1995. 1999 war er als Animator an Mickys fröhliche Weihnachten beteiligt. Er machte sich einen Namen als Storyboard-Zeichner für die Walt-Disney-Filme Tierisch wild (2006) und Verwünscht (2007). Nachdem er Disney verlassen hatte, arbeitete er als Story Artist unter anderem an #9 (2009), Arthur Weihnachtsmann (2011) und Hotel Transsilvanien (2012).
2011 führte er erstmals Regie bei dem Kurzfilm Die Schlümpfe – Eine schlumpfige Weihnachtsgeschichte.
Seit 2019 arbeitet er häufig mit Nick Bruno zusammen. Die erste gemeinsame Filmarbeit war Spione Undercover – Eine wilde Verwandlung (2019). Es folgte Nimona (2023) für den beide 2024 eine Oscar-Nominierung in der Kategorie Bester animierter Spielfilm erhielten.

## Filmografie

### Regie
- 2011: Die Schlümpfe – Eine schlumpfige Weihnachtsgeschichte (The Smurfs: A Christmas Carol) (Kurzfilm)
- 2019: Spione Undercover – Eine wilde Verwandlung (Spies in Disguise)
- 2023: Nimona

### Storyboard-Artist
- 2006: Tierisch wild (The Wild)
- 2007: Verwünscht (Enchanted)
- 2009: #9 (9)
- 2011: Arthur Weihnachtsmann (Arthur Christmas)
- 2012: Hotel Transsilvanien (Hotel Transylvania)
- 2015: Die Peanuts – Der Film (The Peanuts Movie)
- 2016: Ice Age 5 – Kollision voraus! (Ice Age: The Collision Course)
- 2017: Ferdinand – Geht STIERisch ab! (Ferdinand)